# Ann Rule
Ann Rule (ur. 22 października 1931 w Lowell w stanie Michigan jako Ann Rae Stackhouse, zm. 26 lipca 2015 w Burien w stanie Waszyngton) – amerykańska pisarka pisząca książki oparte na prawdziwych wydarzeniach.
Ann Rule napisała 35 książek, z czego 28 znalazło się na liście bestsellerów „USA Today” powstałej w 1993 roku. Autorka m.in. The Stranger Beside Me – książki opowiadającej o życiu i zbrodniach seryjnego mordercy – Teda Bundy’ego, który był jej znajomym i współpracownikiem w ośrodku pomocy kryzysowej w Seattle. Książka stała się bestsellerem, a na jej podstawie powstał film telewizyjny. Na chwilę obecną (2022) przełożono na język polski pięć jej książek. Są to:
- Ann Rule, Złożone w ofierze, Katarzyna Gącerz (tłum.), Warszawa: Hachette Polska, 2010, ISBN 978-83-7575-774-3. Brak numerów stron w książce
- Ann Rule, Serce pełne kłamstw, Katarzyna Gącerz (tłum.), Warszawa: Hachette Polska, 2011, ISBN 978-83-7575-847-4, OCLC 833803332. Brak numerów stron w książce
- Ann Rule, Cicha śmierć, Katarzyna Gącerz (tłum.), Warszawa: Hachette Polska, 2012, ISBN 978-83-7739-871-5. Brak numerów stron w książce
- Ann Rule, Ted Bundy. Bestia obok mnie. Historia znajomości z najsłynniejszym mordercą świata, Bartosz Czartoryski (tłum.), Warszawa: Wydawnictwo SQN, 2021, ISBN 978-83-8210-249-9. Brak numerów stron w książce[4]
- Rule Ann, Morderca znad Green River, wydawnictwo SQN,2022 Kraków, Aleksandra Radlak (tłum.), ISBN 978-83-8210-641-1, ISBN 978-83-8210-642-8

Mieszkała w Normandy Park w stanie Waszyngton. Zmarła w wieku 83 lat w centrum medycznym w Burien. Przyczyną śmierci była niewydolność serca i niewydolność oddechowa.